# Кошачье фортепиано (фильм)
«Кошачье фортепиано» — короткометражный австралийский анимационный фильм в стиле нуар о вымышленном городе антропоморфных кошек. Премьера состоялась в 2009 году, затем фильм демонстрировался на многих фестивалях, в том числе был отобран в основной конкурс 49-го международного фестиваля анимации в Анси. Он получил ряд наград и входил в шортлист на кинопремию «Оскар» 2010 года.
Фильм озвучен известным австралийским музыкантом Ником Кейвом, который выступил и как один из продюсеров.

## Сюжет
События фильма излагаются в виде стихотворения, написанной главным героем, котом-поэтом (озвучен Ником Кейвом). Он повествует о городе кошек, в котором важную роль играла музыка, — в городе было множество музыкантов и певцов. В одну из певиц главный герой безнадёжно влюблён и часто слушает её пение, сидя в задних рядах зала.
Неожиданно лучшие певцы и музыканты начинают исчезать. Полиция, которая расследует преступления, находит лишь следы человеческих ног. Герой подозревает, что цель похитителя, живущего в высокой башне, которая виднеется далеко на горизонте, — создать грандиозное кошачье фортепиано. Это инструмент пыток для кошек, в которых при нажатии на клавиши вонзаются иглы, чтобы они кричали на разные голоса. Герой опасается за жизнь любимой певицы и бросается предупредить её, но опаздывает, её похищают среди ночи.
Город погружается во мрак и холод, идёт снег. Не в силах избавиться от мыслей о страдающих кошках, герой собирает отряд смельчаков, который на лодках плывёт к далёкой башне. Из неё доносятся крики кошек, это безумный похититель играет на своём чудовищном инструменте, напоминающем огромный орга́н. Герой и его спутники атакуют похитителя и сбрасывают его с башни, а пленных кошек освобождают.
Город кошек возвращается к жизни, вновь звучит музыка и песни. Герой по-прежнему творит в неизвестности, печатая на машинке свою поэму о произошедшем. В последнем кадре рядом с его силуэтом в окне появляется силуэт певицы, которая нежно касается лица поэта.

## Награды и номинации
- 2009 — Australian Film Institute Awards — приз за лучший короткометражный анимационный фильм[4][5]
- 2009 — Inside Film Awards — приз за лучший анимационный фильм[6]
- 2009 — 58-й международный кинофестиваль в Мельбурне — приз за лучший короткометражный анимационный фильм[7]
- 2009 — 56-й международный кинофестиваль в Сиднее — Премия Денди за лучший короткометражный анимационный фильм[8]
- 2009 — 4-й кинофестиваль в Аделаиде — приз зрительских симпатий за лучший короткометражный фильм
- 2009 — APRA Screen Music Awards — приз за лучший саундтрек к короткометражному фильму[9]